# Franz Hunglinger
Franz Seraph Hans Hunglinger (* 6. Februar 1883 in Passau; † 18. September 1944 in Harkirchen) war ein deutscher Offizier und Polizeibeamter.

## Leben

### Familie
Hunglinger war der Sohn eines Justizrats. Er verheiratete sich 1910 mit Hertha von Klenze, mit der Hunglinger zwei Kinder hatte.

### Militärkarriere
In seiner Jugend besuchte Hunglinger drei Jahre lang das Gymnasium und sechs Jahre das Kadettenkorps. Er trat 1901 als Fähnrich in das 2. Ulanen-Regiment „König“ der Bayerischen Armee in Ansbach ein. Nach seiner Kommandierung zur Kriegsschule wurde er 1903 zum Leutnant befördert. 1909 trat Hunglinger kurzzeitig aus der Armee aus, um im darauf folgenden Jahr wieder eingestellt zu werden. Er kam dabei in das 8. Chevaulegers-Regiment nach Dillingen an der Donau. 1911 zum Oberleutnant befördert, absolvierte Hunglinger bis 1913 zur weiteren Ausbildung die Equitationsanstalt. Der Ausbruch des Ersten Weltkriegs verhinderte seine für Oktober 1914 vorgesehene Einberufung zur Kriegsakademie, obwohl er sich dafür qualifiziert hatte.
Mit der Mobilmachung kam Hunglinger zur 1. Infanterie-Division, wurde dort zunächst als Kommandant des Divisionsstabsquartiers und im gleichen Jahr noch als Ordonnanzoffizier verwendet. Mit der Division nahm er an den Kämpfen in Lothringen und Frankreich teil. 1915 zum Rittmeister befördert, stieg er im folgenden Jahr zum Adjutant der Division auf. 1917 war Hunglinger für einige Monate Kommandeur des III. Bataillons des 2. Infanterie-Regiments „Kronprinz“ an der Westfront, bevor man ihn als Zweiten Generalstabsoffizier zur 2. Infanterie-Division versetzte. Seine letzte Tätigkeit während des Krieges war als Offizier in besonderer Stellung beim Generalstab des II. Armee-Korps.
Nach Kriegsende kommandierte man Hunglinger zur Friedenskommission des preußischen Großen Generalstabs und zur Kriegsgeschichtlichen Abteilung des Generalstabs in München, bevor er als Major aus dem Militärdienst verabschiedet wurde.

### Polizeikarriere
1919 wurde er in den Polizeidienst aufgenommen und zur Stadtkommandantur München versetzt. 1920 wurde er zum Polizeimajor im bayerischen Generalstaatskommissariat ernannt. In den folgenden Jahren spielte er als Adjutant des bayerischen Polizeichefs Hans von Seißer eine wichtige Rolle innerhalb der konservativ-restaurativen Pläne um den bayerischen Generalstaatskommissar Gustav von Kahr.
Am 8. und 9. November 1923 spielte Hunglinger eine wichtige Rolle bei den Ereignissen um den Hitler-Putsch in München: Am Abend des 8. Novembers nutzte Hitler die Gelegenheit einer öffentlichen Versammlung unter dem Vorsitz Kahrs im Münchener Bürgerbräukeller, um zur nationalen Revolution und zur bewaffneten Umsturz der Berliner Regierung aufzurufen. Zu diesem Zweck übernahm er mit bewaffneten Anhängern die Kontrolle über die Versammlung im Bürgerbräu. Hunglingers Rolle an diesem Abend fand später immer wieder starke Beachtung in Berichten und Betrachtungen des Novemberputsches: So war er der einzige Teilnehmer der Versammlung im Bürgerbräukeller, der sich Hitler in den Weg stellte, als dieser sich anschickte, die Leitung der Versammlung zu übernehmen. Hitler konnte Hunglinger erst mit Hilfe seiner Waffe und einiger seiner Anhänger aus dem Weg schaffen. Vor dem Münchener Volksgericht sagte er 1924 hierzu aus:
„Ich darf vielleicht feststellen, daß es sich bei dem Herrn, der von mir mit der Pistole bedroht wurde, um den Major Hunglinger handelt. Er tat die Hände in die Tasche, und da mußte ich denken, er wolle auf mich schießen. Da habe ich ihm selbst die Pistole an die Brust gesetzt.“
Im weiteren Verlauf des Abends wurde Hunglinger in die Verhandlungen des Generalstaatskommissars Kahr, des Generals Lossow und seines Vorgesetzten Seißer auf der einen Seite und der Putschisten auf der anderen Seite einbezogen. Auf Aufforderung von Erich Ludendorff sollte er auf Kahr einreden, sich dem Putsch anzuschließen. Im weiteren Verlauf der Nacht gelang es ihm schließlich, den Bürgerbräukeller zusammen mit Kahr und Seißer zu verlassen, und die Niederschlagung des Putsches am 9. November 1923 zu organisieren.
Im April 1924 nahm Hunglinger als Zeuge am Münchener Hitler-Prozess teil. Bei dieser Gelegenheit äußerte sich Hitler über ihn, im Gegensatz zu seinen drei Vorgesetzten – für die er aufgrund ihres angeblichen Wortbruches, sich seinem Putsch anzuschließen und dies dann doch nicht zu tun, nur Geringschätzung übrig hatte – anerkennend über ihn:
„Später habe ich meinen anderen Herren gesagt: Das ist der einzige Offizier, vor dem ich Respekt habe. Ich habe weiter gesagt, vor den anderen hatte ich keinen Respekt hatten jämmerlich getan, um dann zum Schlusse ihr Wort zu brechen. Das war der einzige Offizier, vor dem ich Respekt habe, weil er sich mir gegenübergestellt hat.“
Nach dem Ende des Prozesses setzte Hunglinger seine Laufbahn in der Polizei noch knapp neun Jahre fort. Von 1928 bis 1931 war er Ausbildungsreferent beim Kommando München-Land und anschließend als Polizeioberstleutnant Leiter des Fortbildungskurses für Polizeioffiziere. Zu Beginn des Jahres 1933 wurde er zum Chef des Abschnitt-Kommandos II der Schutzpolizei München ernannt, bevor er am 21. April 1933, wenige Wochen nach dem Machtantritt der Nationalsozialisten, auf eigenen Wunsch als Polizeioberst in den Ruhestand versetzt wurde.

### Weiteres Leben
Nach Hunglingers Rückzug aus der Öffentlichkeit kam das Gerücht auf, dass er kurz nach der Errichtung des NS-Systems ermordet worden sei. Dies berichtete zuerst Hans Beimler in seinem 1933 erschienenen Bericht "Im Mörderlager Dachau", in dem er die Folterung Hunglingers ausführlich beschrieb Möglicherweise hat Beimler Hunglinger mit einem anderen Polizeibeamten verwechselt. Anschließend wurde die Ermordung des Polizisten im sogenannten Braunbuch verbreitet. und setzte sich anschließend als hartnäckiger Wanderfehler in der Literatur fest. So meinte z. B. noch Joachim Fest in seiner Hitler-Biografie, dass Hunglinger 1933 umgebracht worden sei, als er ihn neben Ali Höhler, Erik Jan Hanussen und Erhard Heiden in den Kreis jener Personen einreihte, die die Nationalsozialisten in diesem Jahr zur Begleichung alter Rechnungen getötet hätten.
Im weiteren Verlauf der NS-Zeit betätigte Hunglinger sich innerhalb eines antinazistischen Zirkels um den ehemaligen bayerischen Kronprinzen Rupprecht, der später in der sogenannten Sperr-Gruppe um den ehemaligen Staatsminister Franz Sperr aufging. In der Gruppe, die sich in den Wohnungen Sperrs, des ehemaligen Reichswehrministers Otto Gessler und von Rupprechts ehemaligen Kabinettschef Franz von Redwitz traf, erfolgte die Verständigung der Mitglieder untereinander, Wagner zufolge, allein über Hungliger.

## Schriften
- Das K. B. 8. Chevauleger-Regiment. In: Erinnerungsblätter der Bayerischen Armee. Verlag Max Schick. München 1938.